# Municipio de Taylors
El municipio de Taylors (en inglés: Taylors Township) es un municipio ubicado en el  condado de Wilson en el estado estadounidense de Carolina del Norte. En el año 2010 tenía una población de 9.001 habitantes.

## Geografía
El municipio de Taylors se encuentra ubicado en las coordenadas 35°47′21.41″N 77°57′56.17″O / 35.7892806, -77.9656028.